# 索羅門群島戰役
所罗门群岛战役是第二次世界大战中太平洋战场的一次主要战役。本次战役始于1942年初，日本入侵新几内亚托管地的英属所罗门群岛和布干维尔岛。日军在占领上述地区后，建设了多个海空基地，以掩护日军对新几内亚的进攻，为日本设立在新不列顛岛拉包爾的大型基地提供防御屏障，并且作为前进基地以切断美国和澳大利亚、新西兰之间的航运线路。
盟军为了保护自身在南太平洋的交通线路，支援在新几内亚的反攻，孤立在拉包尔的日军基地，在1942年8月7日发动了一场两栖作战，登陆瓜达尔卡纳尔岛（下简称瓜岛）和周边岛屿（见瓜達爾卡納爾島戰役）。盟军的这次登陆行动引发了一系列的战斗，从瓜达尔卡纳尔岛登陆战开始，接着战场转移到中部和北部所罗门群岛，随后扩大到新喬治亞島和周边、还有布干维尔岛等地。
盟军和日军在该地区持续不断地进行着海、陆、空的全方位消耗战，使得日军兵力逐渐损耗在南太平洋的海岛上，损失速度超过了其所能补充的速度。盟军夺回了所罗门群岛的部分岛屿（虽然在一些地区，武装行动一直持续到了战争结束），同时隔离、并跳过了数个日军苦心经营的据点。
随着战争进程的发展，所罗门群岛战役与新几内亚战役逐渐合流。

## 背景

### 日本的战略目标
第二次世界大战期间，日本和美国对于中国和法屬印度支那的矛盾激化，日本遂于1941年12月7日，袭击了美国驻扎在夏威夷地区海军基地珍珠港的美國太平洋艦隊。这次日本对珍珠港的袭击沉重打击了美国在太平洋的海上力量，使得两国正式进入战争状态，太平洋战争由此爆发。日本同时发动了对英国属地的一连串战役，日本和英国、澳大利亚、新西兰等也进入了战争状态。日本的目标是要消灭美国的海军舰队，占领重要的自然资源产地，以及为日益膨胀的帝国建立所谓的“绝对国防圈”。根据1941年11月1日日本海军聯合艦隊下发的密令，日本在即将发动的战争中首先要实现“从荷屬東印度和菲律宾驱逐美英势力，使得政治上自治，经济上自主”。
日本在战争的头半年完成了初步的战略目标，夺取了菲律宾、泰国、英屬馬來亞、新加坡、荷屬東印度、威克島、吉尔伯特群岛和關島。日本由此规划起一个西起英属印度，南达荷属东印度，同时在东南囊括南太平洋和中太平洋的防线。其中，在南太平洋上最重要的海军基地即是新不列颠的拉包尔，由日军在拉包尔战役中从澳大利亚手中夺得。在3、4月间，日本夺取了北布干维尔的布卡，并且开始建设機場；与此同时在南布干维尔的布因建设海军基地和机场。

### 所罗门群岛的情势
日本在控制了西太平洋后，内部对于第二阶段的行动产生了分歧。陆军希望重点维持在对中国和印度的进攻，海军则提出了进攻澳大利亚的提案。但是海军军令部根据海军的方案要求20万人的军队以确保占领，而陆军方面则坚持中国才是主战场，从而拒绝了海军的要求。有鉴于此，日本海军提出了新的方案，割裂美澳之间的联系，孤立澳大利亚，从而迫使对方退出战争（所谓“美澳遮断作战”）。这一新计划得到了陆军的认同，陆海军根据这一方针联合制定了MO作戰、FS作戰、RY作战等一系列行动计划。
1942年4月，日本陆海军联合发起了MO作战，以试图从海上夺取新几内亚的莫尔兹比港。此外作为MO作战的一部分，日本海军同时将会占领图拉吉岛。MO作战的目的是拓展南部边界，为日后的行动提供前进基地，以图諾魯（又译瑙鲁）、大洋岛、新喀里多尼亞、斐濟以及萨摩亚等，以切断美澳之间的航线，减少来自澳大利亚的威胁，使之无力动摇日本在南太平洋的地位。
而另一方面，盟军在澳大利亚组建地面部队和飞行部队，以应对日军对澳大利亚的威胁，并且准备重夺菲律宾。美國舰队总司令恩斯特·金恩於1942年3月主張从新赫布里底群島出擊，经所罗门群岛进攻俾斯麦群岛。中途岛海战胜利后，负责指挥西南太平洋的道格拉斯·麦克阿瑟四星上将提议突袭拉包尔，夺下这个重要的日军据点。而美国海军则提出了一个更为稳健的方案，从新几内亚的莫尔兹比港出发，沿着所罗门群岛岛链反攻。美军内部的各种方案交由海军的金恩上将和陆军参谋长乔治·卡特莱特·马歇尔上将进行协调后，提出了一个方案，包括三个行動：行動1是占领图拉吉，行動2是沿着新几内亚海岸线推进，行動3则是占领拉包尔。行動1變成索羅門群島戰役。
1942年5月3日，瓜岛以北的图拉吉岛被日军占领。
图拉吉岛只部署了侦察用的水上飞机，不过图拉吉岛的驻军报告瓜岛适合建立机场。6月日军中途岛海战大败，FS作战被迫延期2个月，为了强化图拉吉的防守、以及为FS作战作准备，7月6日工程部队登陆瓜岛开始建设机场。不久FS作战被取消，但是机场建设继续进行，预定在8月5日大体完成，8月16派遣战斗机进驻。此时日军的重心已经转向新几内亚战役。但美军8月7日发动两栖作战，以美国海军陆战队为主力登陆图拉吉以及瓜岛，夺下了正在建设中的机场，完成了计划中的第一步。此举迫使日军从正在进行的新几内亚战役中分出兵力，进行重夺瓜岛的斗争。

## 瓜达尔卡纳尔岛之战

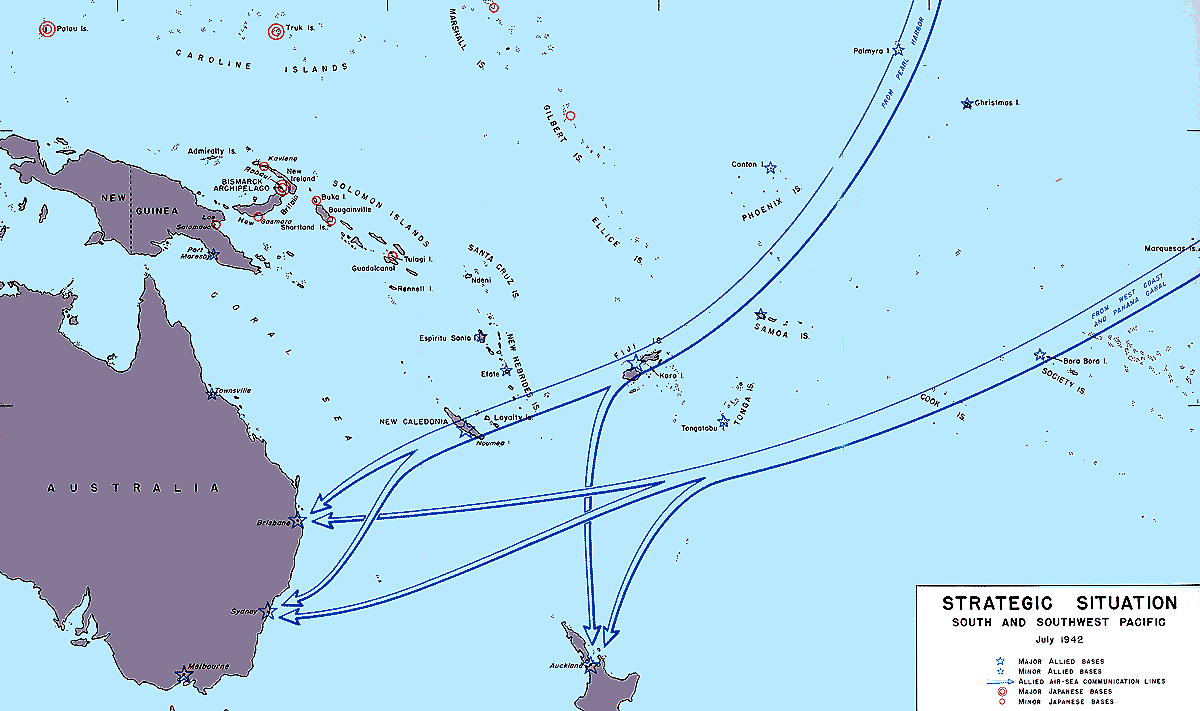
盟军的补给线

1942年8月7日早上，美国海军陆战队第一师的数个营开始登陆图拉吉岛和周边的数个小岛。经过一天的战斗，图拉吉及附近岛屿的守军（部分为海军陆战队员，其余为飞行员、地勤、施工人员等）除数人被俘外全军覆没，美军达成占领任务。
而在图拉吉附近的瓜岛，6日午夜至7日凌晨，1万余名陆战一师的士兵在恶劣天气的掩护下摸黑登上瓜岛，占领了即将完成的机场。岛上的日军建设队伍淬不及防，被迫撤退入岛上的丛林中。这座机场被盟军占领后被命名为亨德森机场，盟军飞机随之入驻。日军对此迅速作出反应，开展了意在重夺所罗门群岛的加号作战（日方称为カ号作戦）；但因为日军对登岛的盟军兵力判断错误，派出的兵力不足，被迫陷入消耗战中。而亨德森机场的易手，让盟军取得了瓜岛周边地区白天的制海权，日军无法使用载货量大但是速度慢的运输船为登岛日军提供支援。与之相对的，由于日军在战争爆发前对夜战的重视，日本海军掌握了瓜岛周边的夜间制海权，于是日军利用这一点，使用速度快的驱逐舰频繁地在夜间前往瓜岛，为岛上少量地运送援兵、粮食和轻武器弹药。这种运输方式被盟军称为东京快车。
盟军和日军在瓜岛附近展开了多次海空战斗，双方都有大量的舰船被击沉。因此这一带海域日后又被称为“铁底湾”。舰船大量损耗的日本总体工业能力落后于美国，在这场旷日持久的消耗战中渐渐不支；而同一时间的美国却迅速补充甚至扩大战力。此外，失去了瓜岛机场的日军只能依赖其他日军基地进行空中支援，其中最近的拉包尔到瓜岛也有单程4个小时的飞行距离，一方面使得日军飞机到达瓜岛上空后燃料已经所剩无几、无法长时间逗留支援海陆作战，另一方面长时间的飞行使得飞行员精神疲惫。在屡次的空战中日本在战前储备的熟练飞行员同样被逐渐消耗，缺乏足够的后备飞行员进行补充。
1942年12月31日，日本方面终于决定进行撤退（克号作战，ケ号作戦）。1943年2月1日至7日，岛上日军分批撤出。是役以日军失败而告终。

## 所罗门群岛中部
日军从瓜岛撤退后，盟军为了给新的馬車輪行動做准备而暂时没有发动新的攻势。但即使是在此期间战斗也并没有停止，主要的战斗包括：
- 3月初盟军在俾斯麦海海战中，消灭了一整支从拉包尔出发驶往新几内亚的运输船队；
- 4月日军以航空兵力发起伊號作戰（日语：い号作戦），袭击盟军的舰船和地面目标；
- 4月18日，复仇行动（日方称为“海军甲事件”）中，盟军击落了联合舰队司令长官山本五十六海军大将的座机，山本死亡。

此前日军为了支援瓜岛作战，曾在1942年12月，于新喬治亞島的蒙达上建立了机场。在瓜岛撤退后，日军趁着盟军短暂休整的机会，强化了新乔治亚岛和北面的科隆班加拉島的防御。
盟军在经过休整后，发起了马车轮行动，沿着所罗门群岛和新几内亚同时展开攻势，向着日军在南太平洋最重要的基地拉包尔发起进攻。马车轮行动原定有13个子计划，但盟军判断进攻拉包尔、卡維恩和科隆班加拉岛可能会导致重大伤亡，而这几个地区缺乏足够的战略意义，因此整个行动最终只执行了10个子计划，而跳过了日军在南太平洋经营的坚固堡垒，并且将其孤立起来，此即“蛙跳”战术。
盟军为了占领蒙达机场，1943年6月30日首先在新乔治亚岛对岸的倫多瓦島登陆，7月5日在新乔治亚岛登陆，8月5日占领蒙达。残存的日军于8月下旬退往科隆班加拉岛。盟军对新乔治亚岛的进攻并不顺利，比原定计划花费了更多的时间。曾经在瓜岛战役中成为日军噩梦的热带雨林间行进问题，如今也降临到了盟军的身上。
盟军因为新乔治亚岛的经验，放弃了进攻科隆班加拉的计划，取而代之在防守薄弱的維拉拉維拉島突破建设机场。8月15日，盟军登陆维拉拉维拉岛，岛上只有少量日军，盟军未经过大规模战斗即占领该岛。维拉拉维拉岛失守后，科隆班加拉岛被盟军包围孤立了起来，日军被迫实行世号作战（セ号作戦），将科隆班加拉岛的1万2000人、以及维拉拉维拉岛约600人撤离。
至此，盟军完成了在所罗门群岛中部的任务，目标开始指向所罗门群岛北部的布干维尔。

## 所罗门群岛北部

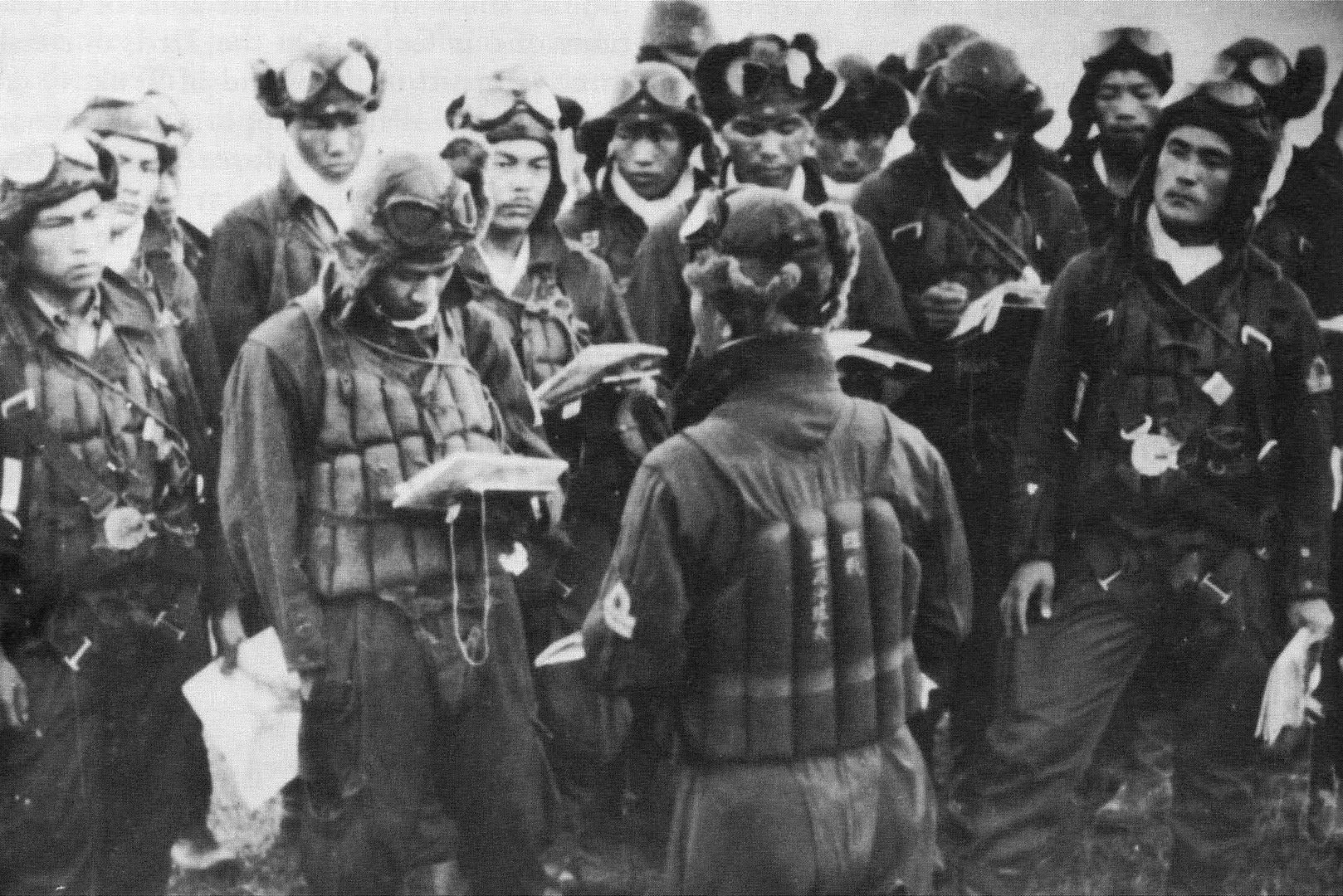
1943年4月7日，从布因出发驶向萨沃海峡的瑞鹤航空队

日军在所罗门群岛北部的布干维尔岛布因等地建设有机场等设施，在瓜岛战役期间是重要的中转基地。日军从科隆班加拉岛撤退后，布干维尔岛成为了新制定的“绝对防卫圈”的前线。
盟军为了继续向拉包尔前进，必须要利用布干维尔岛的机场，但是因为新乔治亚岛的前车之鉴，盟军决定放弃夺取布因的机场，取而代之在岛上另建新机场。11月1日盟军登陆布干维尔岛托洛基纳海角，日军试图将美军赶回大海（第一次托洛基纳之战）但告失败。12月托洛基纳机场建成，美军对拉包尔展开了大规模的空袭。1944年3月日军再度发起攻击（第二次托洛基纳之战），但同样为美军所击退。困守岛上的日军因为缺乏食物和疾病，而将布干维尔岛称为“墓岛”。不过盟军对岛上的扫荡一直持续到战争结束、1945年9月3日日军投降为止。
1944年2月15日，盟军登陆格林岛，岛上约100名守军全灭。新建立的机场到拉包尔的距离比起布干维尔的托洛基纳机场缩短了一半，大约200公里。

## 结局
瓜岛战役与中途岛海战一道，成为太平洋战争中的转折点。盟军的行动在日本的势力范围内打开了最初一个缺口，开启了盟军的反攻，也是日军的首次战败。瓜岛战后，盟军沿着所罗门群岛以及新几内亚北岸西进，到1944年3月为止，大体上完成了当初设定的目标（其中原定的攻占拉包尔的计划被修改为将拉包尔孤立、隔离）。到了这一阶段，盟军的兵力（如航空母舰的数量等）相较初登陆瓜岛时已经大为扩充，在南太平洋方向反攻时，也同时从中太平洋发起吉爾伯特及馬紹爾群島战役。
其后，盟军在太平洋的进攻分成了两个方向：
- 向北发动馬里亞納群島及帛琉戰事；以及
- 沿着新几内亚北岸一路向西进行菲律宾战役。

而另一方面，日军在瓜岛争夺战中将海军航空兵的有生力量消耗殆尽，在接下来的作战中无力提供充足的空中掩护，导致太平洋诸岛被逐个攻克、岛上守军也大多全体“玉碎”。